# PR Андромеды
PR Андромеды (лат. PR Andromedae) — одиночная переменная звезда в созвездии Андромеды на расстоянии приблизительно 5748 световых лет (около 1762 парсеков) от Солнца. Видимая звёздная величина звезды — от +11,3m до +10,4m.

## Характеристики
PR Андромеды — красный гигант, пульсирующая полуправильная переменная S-звезда типа SRB (SRB:) спектрального класса S. Радиус — около 109,12 солнечных, светимость — около 1278,312 солнечных. Эффективная температура — около 3304 K.